# مونجا روينديفو
مونجا روينديفو (بالفرنسية: Roindefo Monja)‏ (من مواليد 30 مايو 1965) هو المالاجاشية السياسي اليساري أدّى اليمين الدستورية ليكون رئيسا وزراء لمدغشقر يوم 21 مارس 2009.
- رجولينا كان رئيس بلدية انتاناناريفو عاصمة مدغشقر ، في الفترة من كانون الأول / ديسمبر 2007 إلى مطلع آذار / مارس ، 2009. وبينما يعمل رئيس بلدية ، وهو يعارض بشدة الرئيس مارك رافالومانانا ، ويؤدي في نهاية المطاف من الاحتجاجات هذا ، بالإضافة إلى التدخل العسكري ، وأدت إلى استقالة رافالومانانا.